# Musa Ilhan
Musa Ilhan (ur. 3 października 1969 w Çarşambie) – australijski zapaśnik walczący w stylu wolnym. Dwukrotny olimpijczyk. Zajął szóste miejsce w Barcelonie 1992 i osiemnaste w Sydney 2000. Walczył w kategorii 62 – 63 kg.
Czternasty na mistrzostwach świata w 1987. Siódmy na igrzyskach Wspólnoty Narodów w 1994. Wicemistrz Wspólnoty Narodów w 1995. Pięciokrotny medalista mistrzostw Oceanii w latach 1988 - 2000.